# Spanje op het wereldkampioenschap voetbal 2010
Spanje was een van de deelnemende landen aan het wereldkampioenschap voetbal 2010 in Zuid-Afrika. Het land nam voor de dertiende keer in de geschiedenis deel aan de WK-eindronde. De laatste deelname was in 2006. Spanje kwalificeerde zich als een van de dertien Europese landen. Spanje belandde in groep H samen met Zwitserland, Honduras en Chili.

## Oefeninterlands
Spanje speelde drie oefeninterlands in de aanloop naar het WK voetbal in Zuid-Afrika.

|                                          |           |                                  |        |                                                                            |
| 3 maart 2010 Vriendschappelijk 21:00 uur | Frankrijk | 0 – 2                            | Spanje | Stade de France, Parijs Toeschouwers: 79.021 Scheidsrechter: Craig Thomson |
| 3 maart 2010 Vriendschappelijk 21:00 uur |           | 21' David Villa 45' Sergio Ramos |        | Stade de France, Parijs Toeschouwers: 79.021 Scheidsrechter: Craig Thomson |

|                                         |                                                       |       |                                           |                                                                            |
| 29 mei 2010 Vriendschappelijk 18:00 uur | Spanje                                                | 3 – 2 | Saoedi-Arabië                             | Tivoli Neu, Innsbruck Toeschouwers: 7.200 Scheidsrechter: Thomas Einwaller |
| 29 mei 2010 Vriendschappelijk 18:00 uur | David Villa 31' Xabi Alonso 59' Fernando Llorente 90' |       | 17' Osama Hawsawi 74' Mohammad Al-Sahlawi | Tivoli Neu, Innsbruck Toeschouwers: 7.200 Scheidsrechter: Thomas Einwaller |

|                                         |            |                 |        |                                                                                 |
| 3 juni 2010 Vriendschappelijk 18:00 uur | Zuid-Korea | 0 – 1           | Spanje | Tivoli Neu, Innsbruck Toeschouwers: 17.400 Scheidsrechter: Robert Schörgenhofer |
| 3 juni 2010 Vriendschappelijk 18:00 uur |            | 85' Jesús Navas |        | Tivoli Neu, Innsbruck Toeschouwers: 17.400 Scheidsrechter: Robert Schörgenhofer |

## WK-selectie
Op 20 mei 2010 maakte bondscoach Vicente del Bosque zijn wk-selectie bekend.
| Keepers       |                    |                 |
| 1             | Iker Casillas      | Real Madrid     |
| 23            | José Reina         | Liverpool       |
| 12            | Víctor Valdés      | FC Barcelona    |
| Verdedigers   |                    |                 |
| 11            | Joan Capdevila     | Villarreal      |
| 5             | Carles Puyol       | FC Barcelona    |
| 3             | Gerard Piqué       | FC Barcelona    |
| 2             | Raúl Albiol        | Real Madrid     |
| 15            | Sergio Ramos       | Real Madrid     |
| 17            | Álvaro Arbeloa     | Real Madrid     |
| 4             | Carlos Marchena    | Valencia        |
| Middenvelders |                    |                 |
| 14            | Xabi Alonso        | Real Madrid     |
| 16            | Sergio Busquets    | FC Barcelona    |
| 8             | Xavi               | FC Barcelona    |
| 6             | Andrés Iniesta     | FC Barcelona    |
| 10            | Cesc Fàbregas      | Arsenal         |
| 20            | Javi Martínez      | Athletic Bilbao |
| 22            | Jesús Navas        | Sevilla         |
| 21            | David Silva        | Valencia        |
| 13            | Juan Mata          | Valencia        |
| Aanvallers    |                    |                 |
| 9             | Fernando Torres    | Liverpool       |
| 7             | David Villa        | Valencia        |
| 18            | Pedro              | FC Barcelona    |
| 19            | Fernando Llorente  | Athletic Bilbao |
| Bondscoach    |                    |                 |
|               | Vicente del Bosque |                 |

## WK-wedstrijden

### Groep H
|                   |        |                  |                      |                                                                                |
| 16 juni 16:00 uur | Spanje | 0 – 1            | Zwitserland          | Moses Mabhida Stadium, Durban Toeschouwers: 62.453 Scheidsrechter: Howard Webb |
| 16 juni 16:00 uur |        | Wedstrijdverslag | 53' Gelson Fernandes | Moses Mabhida Stadium, Durban Toeschouwers: 62.453 Scheidsrechter: Howard Webb |

|                   |                                 |                  |          |                                                                               |
| 21 juni 20:30 uur | Spanje                          | 2 – 0            | Honduras | Ellispark, Johannesburg Toeschouwers: 54.386 Scheidsrechter: Yuichi Nishimura |
| 21 juni 20:30 uur | David Villa 17' David Villa 51' | Wedstrijdverslag |          | Ellispark, Johannesburg Toeschouwers: 54.386 Scheidsrechter: Yuichi Nishimura |

|                   |                    |                  |                                    |                                                                                        |
| 25 juni 20:30 uur | Chili              | 1 – 2            | Spanje                             | Loftus Versfeld Stadion, Pretoria Toeschouwers: 41.958 Scheidsrechter: Marco Rodríguez |
| 25 juni 20:30 uur | Rodrigo Millar 47' | Wedstrijdverslag | 24' David Villa 37' Andrés Iniesta | Loftus Versfeld Stadion, Pretoria Toeschouwers: 41.958 Scheidsrechter: Marco Rodríguez |

### Eindstand
| Land        | Wed | Win | Gel | Ver | DV | DT | +/- | Pnt |
| ----------- | --- | --- | --- | --- | -- | -- | --- | --- |
| Spanje      | 3   | 2   | 0   | 1   | 4  | 2  | +2  | 6   |
| Chili       | 3   | 2   | 0   | 1   | 3  | 2  | +1  | 6   |
| Zwitserland | 3   | 1   | 1   | 1   | 1  | 1  | 0   | 4   |
| Honduras    | 3   | 0   | 1   | 2   | 0  | 3  | -3  | 1   |

### Achtste finale
|                   |                 |                  |          |                                                                                 |
| 29 juni 20:30 uur | Spanje          | 1 – 0            | Portugal | Groenpuntstadion, Kaapstad Toeschouwers: 62.995 Scheidsrechter: Héctor Baldassi |
| 29 juni 20:30 uur | David Villa 63' | Wedstrijdverslag |          | Groenpuntstadion, Kaapstad Toeschouwers: 62.995 Scheidsrechter: Héctor Baldassi |

### Kwartfinale
|                  |          |                  |                 |                                                                            |
| 3 juli 20:30 uur | Paraguay | 0 – 1            | Spanje          | Ellispark, Johannesburg Toeschouwers: 55.359 Scheidsrechter: Carlos Batres |
| 3 juli 20:30 uur |          | Wedstrijdverslag | 83' David Villa | Ellispark, Johannesburg Toeschouwers: 55.359 Scheidsrechter: Carlos Batres |

### Halve finale
|                  |           |                  |                  |                                                                                  |
| 7 juli 20:30 uur | Duitsland | 0 – 1            | Spanje           | Moses Mabhida Stadium, Durban Toeschouwers: 60.960 Scheidsrechter: Viktor Kassai |
| 7 juli 20:30 uur |           | Wedstrijdverslag | 73' Carles Puyol | Moses Mabhida Stadium, Durban Toeschouwers: 60.960 Scheidsrechter: Viktor Kassai |

### Finale
|                   |           |                  |                     |                                                                            |
| 11 juli 20:30 uur | Nederland | 0 – 1 (nv)       | Spanje              | Soccer City, Johannesburg Toeschouwers: 84.490 Scheidsrechter: Howard Webb |
| 11 juli 20:30 uur |           | Wedstrijdverslag | 116' Andrés Iniesta | Soccer City, Johannesburg Toeschouwers: 84.490 Scheidsrechter: Howard Webb |

RFEF · A-internationals · Selecties · Bondscoaches · Spaans vrouwenelftal · Olympisch elftal · Spanje U21 · Spanje U20 · Spanje U19 · Spanje U18 · Spanje U17 · Spanje U16 · Vrouwen U17
1920 – 1929 ·
1930 – 1939 ·
1940 – 1949 ·
1950 – 1959 ·
1960 – 1969 ·
1970 – 1979 ·
1980 – 1989 ·
1990 – 1999 ·
2000 – 2009 ·
2010 – 2019 ·
2020 − 2029
EK's: 1964 · 
1980 · 
1984 · 
1988 · 
1996 · 
2000 · 
2004 · 
2008 · 
2012 · 
2016 · 
2020 · 
2024
WK's: 1934 · 
1950 · 
1962 · 
1966 · 
1978 · 
1982 · 
1986 · 
1990 · 
1994 · 
1998 · 
2002 · 
2006 · 
2010 · 
2014 · 
2018 · 
2022
OS: 1920 ·
1924 · 
1928 · 
1968 · 
1976 · 
1980 · 
1992 · 
1996 · 
2000 · 
2012 ·
2020
1920 · 
1921 · 
1922 · 
1923 · 
1924 · 
1925 · 
1926 · 
1927 · 
1928 · 
1929 · 
1930 · 
1931 · 
1932 · 
1933 · 
1934 · 
1935 · 
1936 · 
1937 · 1939 · 1940 · 
1941 · 
1942 · 
1943 · 1944 · 
1945 · 
1946 · 
1947 · 
1948 · 
1949 · 
1950 · 
1952 · 
1952 · 
1953 · 
1954 · 
1955 · 
1956 · 
1957 · 
1958 · 
1959 · 
1960 · 
1961 · 
1962 · 
1963 · 
1964 · 
1965 · 
1966 · 
1967 · 
1968 · 
1969 · 
1970 · 
1971 · 
1972 · 
1973 · 
1974 · 
1975 · 
1976 · 
1977 · 
1978 · 
1979 · 
1980 · 
1981 · 
1982 · 
1983 · 
1984 · 
1985 · 
1986 · 
1987 · 
1988 · 
1989 · 
1990 · 
1991 · 
1992 · 
1993 · 
1994 · 
1995 · 
1996 · 
1997 · 
1998 · 
1999 · 
2000 · 
2001 · 
2002 · 
2003 · 
2004 · 
2005 · 
2006 · 
2007 · 
2008 · 
2009 · 
2010 · 
2011 · 
2012 · 
2013 ·
2014 ·
2015 ·
2016 ·
2017 ·
2018 ·
2019 ·
2020 ·
2021 ·
2022
Albanië ·
Algerije ·
Andorra ·
Argentinië ·
Armenië ·
Australië ·
Azerbeidzjan ·
België ·
Bolivia ·
Bosnië en Herzegovina ·
Brazilië ·
Bulgarije ·
Canada ·
Chili ·
China ·
Colombia ·
Costa Rica ·
Cyprus ·
DDR ·
Denemarken ·
Duitsland ·
Ecuador ·
Egypte ·
El Salvador ·
Engeland ·
Estland ·
Equatoriaal-Guinea · 
Faeröer ·
Finland ·
Frankrijk ·
GOS ·
Georgië ·
Griekenland ·
Haïti ·
Honduras ·
Hongarije ·
Ierland ·
IJsland ·
Irak ·
Iran ·
Israël ·
Italië ·
Ivoorkust ·
Japan ·
Joegoslavië ·
Jordanië ·
Kosovo ·
Kroatië ·
Letland ·
Liechtenstein ·
Litouwen ·
Luxemburg ·
Malta ·
Marokko ·
Mexico ·
Nederland ·
Nieuw-Zeeland ·
Nigeria ·
Noord-Ierland ·
Noord-Macedonië ·
Noorwegen ·
Oekraïne ·
Oostenrijk ·
Panama ·
Paraguay ·
Peru ·
Polen ·
Portugal ·
Puerto Rico ·
Roemenië ·
Rusland ·
San Marino ·
Saoedi-Arabië ·
Schotland ·
Servië ·
Servië en Montenegro ·
Slovenië ·
Slowakije ·
Sovjet-Unie ·
Tahiti ·
Tsjechië ·
Tsjecho-Slowakije ·
Tunesië ·
Turkije ·
Uruguay ·
Venezuela ·
Verenigde Staten ·
Wales ·
Wit-Rusland ·
Zuid-Afrika ·
Zuid-Korea ·
Zweden ·
Zwitserland
Australië (2014) ·
Brazilië (2013) ·
Chili (2010) ·
Chili (2014) ·
Costa Rica (2022) ·
Duitsland (2008) ·
Duitsland (2022) ·
Engeland (1982) ·
Engeland (2024) ·
Frankrijk (1984) ·
Frankrijk (2006) ·
Frankrijk (2012) ·
Frankrijk (2021) ·
Griekenland (2008) ·
Honduras (2010) ·
Ierland (2012) ·
Iran (2018) ·
Italië (2008) ·
Italië (2012, 1) ·
Italië (2012, 2) ·
Italië (2016) ·
Italië (2021) ·
Japan (2022) ·
Kroatië (2012) ·
Kroatië (2021) ·
Marokko (2018) ·
Marokko (2022) ·
Nederland (2010) ·
Nederland (2014) ·
Oekraïne (2006) ·
Paraguay (2002) ·
Polen (2021) ·
Portugal (2012) ·
Portugal (2018) ·
Rusland (2008, 1) ·
Rusland (2008, 2) ·
Rusland (2018) ·
Saoedi-Arabië (2006) ·
Slovenië (2002) ·
Slowakije (2021) ·
Sovjet-Unie (1964) ·
Tsjechië (2016) ·
Tunesië (2006) ·
Turkije (2016) ·
West-Duitsland (1982) ·
Zuid-Afrika (2002) ·
Zweden (2008) ·
Zweden (2021) ·
Zwitserland (2010) ·
Zwitserland (2021)